# Counter-Strike 2
Counter-Strike 2 ist ein Spiel von Valve, das am 27. September 2023 veröffentlicht wurde. Es löst Counter-Strike: Global Offensive, den bis dahin aktuellen Teil der Counter-Strike-Reihe, ab.

## Neuerungen
Im Gegensatz zu Global Offensive verwendet Counter Strike 2 Source 2, welche die als veraltet geltende Spiel-Engine Source ablöst. Mit der Ankündigung der Beta veröffentlichte Valve eine Vorschau für veränderte Spielmechaniken wie etwa dynamischer Rauch bei der Rauchgranate, alternde dynamische Blutspritzer oder ein sogenanntes „Subtick“-System, welches die Eingabeerkennung beschleunigt. Die Waffenmodelle wurden überarbeitet und Texturen der Level ausgetauscht. Die Geräusche wurden überarbeitet und sollen nun leichter ortbar sein. Das Valve Anti-Cheat wurde versuchsweise um eine Echtzeitreaktion ergänzt, die Spiele abbricht, sobald ein Programm zum Schummeln entdeckt wird. Zugleich sollten Spieler mit schummelnden Team-Mitgliedern ebenfalls abgewertet werden, sobald der Cheat entdeckt wird, um Vorteile beim Trittbrettfahren zu unterbinden.

## Spielprinzip
Das Spiel übernimmt das Spielprinzip seiner Vorgänger. Auf einer Karte mit zwei sogenannten „Bombsites“ (A und B) spielen zwei Teams aus je fünf Spielern gegeneinander. Die Terroristen (T) müssen eine Bombe auf einer der Bombsites zur Detonation bringen bzw. das gegnerische Team eliminieren. Die Antiterroreinheit (CT) muss das Legen der Bombe verhindern oder diese entschärfen. Im Gegensatz zu seinem Vorgänger besteht ein Spiel in der Regel aus jeweils 24 Runden. Das Team, das zuerst 13 Runden gewonnen hat, gewinnt das Spiel. Insofern beide Teams je zwölf Runden für sich entscheiden können, siegt das Team, welches zuerst 16 Runden gewinnt, oder es endet in einem Unentschieden bei 15 gewonnenen Runden pro Team.

## Rezeption
Zum Zeitpunkt der Veröffentlichung rangierte Counter-Strike 2 bei Steam auf dem zweiten Platz der meistgespielten Spiele mit 1,3 Millionen gleichzeitigen Spielern. Der Umsatz mit diesen lag im März 2023 bei geschätzt 100 Millionen US-Dollar nachdem Valve bekannt gab, dass alle Inhalte in den Nachfolger transferiert werden. Negativ aufgenommen wurde das Fehlen zahlreicher Karten und Spielmodi des Vorgängers. Zudem wurde das Betriebssystem macOS nicht mehr unterstützt. Zum Erscheinen stießen die Spielserver an ihre Kapazitätsgrenzen, was in einigen Regionen zu Performance-Problemen im Spiel führte. Das Spiel war dermaßen nachgefragt, dass Valve die Serverkapazitäten erhöhen musste. Das Spielprinzip sei jedoch bewährt und kaum angetastet worden. Als problematisch wird die Kombination von Free-to-play ohne effektives Anti-Cheat-System gesehen. Die Ranglisten seien bereits vor der Veröffentlichung stark von Spielern mit Cheats überlaufen. Änderungen im Netzcode sorgten dafür, dass die Verteidiger stark benachteiligt seien.